# Войска ПВО Сухопутных войск Российской Федерации
Войска́ противовозду́шной оборо́ны Сухопутных войск (ПВО СВ) — род сухопутных войск, предназначенный для прикрытия войск и объектов от действий средств воздушного нападения противника при ведении общевойсковыми объединениями и соединениями операций (боевых действий), совершении перегруппировок (марша) и расположении на месте.
Следует отличать Войска ПВО Сухопутных войск (Войсковая ПВО) от ПВО Воздушно-космических сил (Объектовая ПВО, ПВО территории страны).
На Войска ПВО СВ возлагается выполнение следующих основных задач:
- несение боевого дежурства по противовоздушной обороне;
- ведение разведки воздушного противника и оповещение прикрываемых войск;
- уничтожение средств воздушного нападения противника в полете;
- участие в ведении противоракетной обороны на театрах военных действий.[1]

## Структура
Войска противовоздушной обороны Сухопутных войск (ПВО СВ) организационно состоят из органов военного управления, командных пунктов ПВО, зенитных ракетных (ракетно-артиллерийских) и радиотехнических соединений, воинских частей и подразделений. Они способны уничтожать средства воздушного нападения противника во всем диапазоне высот (предельно малых — до 200 м, малых — от 200 до 1000 м, средних — от 1000 до 4000 м, больших — от 4000 до 12000 м и в стратосфере — более 12000 м) и скоростей полета. Войска ПВО СВ оснащены различными по досягаемости, канальности и способам наведения ракет зенитными ракетными, зенитными артиллерийскими, зенитными пушечно-ракетными комплексами (системами) и переносными зенитными ракетными комплексами. В зависимости от дальности поражения воздушных целей они подразделяются на комплексы ближнего действия — до 10 км, малой дальности — до 30 км, средней дальности — до 100 км и дальнего действия — более 100 км. Развитие войск ПВО СВ осуществляется путём повышения мобильности, живучести, скрытности работы, степени автоматизации, огневой производительности, расширения параметров зоны поражения, снижения времени реакции и массо-габаритных характеристик зенитных ракетных (ракетно-артиллерийских) комплексов.

## Историческая справка
Началом формирования подразделений войсковой ПВО послужил приказ генерала Алексеева — начальника штаба Верховного Главнокомандующего (Николай II) от 13 (26) декабря 1915 года № 368, которым было объявлено о формировании отдельных четырехорудийных легких батарей для стрельбы по воздушному флоту. Согласно приказу министра обороны РФ от 9 февраля 2007 года № 50, датой создания войсковой противовоздушной обороны считается 26 декабря.
Осенью 1941 года единая система ПВО СССР была разделена на Войсковую и ПВО территории страны.
16 августа 1958 года приказом № **69 Министра обороны СССР Маршала Советского Союза Р. Я. Малиновского в составе Сухопутных войск был создан новый род войск — войска противовоздушной обороны Сухопутных войск.
В 1997 году в целях совершенствования руководства войсками ПВО войска противовоздушной обороны Сухопутных войск, соединения, воинские части и подразделения ПВО Береговых войск ВМФ, воинские части и подразделения ПВО ВДВ, а также соединения и воинские части ПВО резерва Верховного Главнокомандующего были объединены в войска войсковой противовоздушной обороны Вооруженных Сил Российской Федерации.
День войсковой противовоздушной обороны в Вооружённых силах России отмечается 26 декабря. Приказ об этом министра обороны Российской Федерации (тогда ещё Сердюкова) № 50 от 09.02.2007 г. «О дате создания войсковой противовоздушной обороны» не ищется в базах приказов МО РФ и должен был быть подписан не Сердюковым, а первым заместителем министра обороны Российской Федерации генералом армии А. Белоусовым (на скрине нет подписи).

## Начальники ПВО ВС РФ и Войск ПВО Сухопутных войск РФ
- 1991—2000 — генерал-полковник Духов Борис Иннокентьевич (начальник войск ПВО Сухопутных войск ВС РФ)
- 2000—2005 — генерал-полковник Данилкин Владимир Борисович (начальник Войсковой ПВО ВС РФ)
- 2005—2008 — генерал-полковник Фролов Николай Алексеевич (начальник Войсковой ПВО ВС РФ)
- 2008—2010 — генерал-майор Круш Михаил Кондратьевич (начальник Войсковой ПВО ВС РФ)
- 2010 — н. в. — генерал-лейтенант Леонов Александр Петрович[10] (начальник войск ПВО Сухопутных войск ВС РФ)

## Радиолокационные станции (РЛС) и автоматизированные средства управления (АСУ) Войсковой ПВО
Парк новых РЛС составили: дежурного режима — «Небо-СВ», «Небо-СВУ», «Каста-2-2»; боевого режима — «Обзор-3», «Имбирь», «Купол»; переносная «Гармонь».
Парк новых средств АСУ составили: «Поляна-Д1», «Поляна-Д4», подвижной пункт разведки и управления ППРУ-1 «Овод-М-СВ», унифицированный батарейный командирский пункт (УБКП) «Ранжир», «Барнаул-Т».

## Боевой состав войсковой ПВО ВС России

### Зенитные ракетные комплексы(ЗРК) дальнего действия (свыше 100 км)
С-300В4, дальность перехвата — до 400 км, высота перехвата — до 40 км, на вооружении Войсковой ПВО с 2014 года — до настоящего времени
С-300В3, экспортный вариант — С-300ВМД, дальность перехвата — до 200 км, высота перехвата — до 40 км, на вооружении Войсковой ПВО с 2003 года — до настоящего времени
С-300В2, экспортный вариант — С-300ВМ, дальность перехвата — до 160 км, высота перехвата — до 40 км, на вооружении Войсковой ПВО с 1998 года — до настоящего времени
С-300В1, дальность перехвата — до 100 км, высота перехвата — до 40 км, на вооружении Войсковой ПВО с 1988 года — до 2013 года
С-300В, дальность перехвата — до 100 км, высота перехвата — до 40 км, на вооружении Войсковой ПВО с 1983 года — до 2008 года
К 2020 году, согласно «Государственной программе вооружений 2020», планируется полностью сменить парк вооружений дальнего действия на ЗРК С-300В4.

### Зенитные ракетные комплексы(ЗРК) средней дальности (до 100 км)
Бук-М3, дальность перехвата — до 70 км, высота перехвата — до 35 км, на вооружении Войсковой ПВО с 2015 года — до настоящего времени
Бук-М2, экспортный вариант — Бук-М2ЭК, дальность перехвата — до 50 км, высота перехвата — до 25 км, на вооружении Войсковой ПВО с 2008 года — до настоящего времени
Бук-М1-2, экспортный вариант — Бук-М2Э, дальность перехвата — до 45 км, высота перехвата — до 25 км, на вооружении Войсковой ПВО с 1998 года — до настоящего времени
Бук-М1, дальность перехвата — до 35 км, высота перехвата — до 25 км, на вооружении Войсковой ПВО с 1988 года — до 2013 года
Круг-М1, дальность перехвата — до 50 км, высота перехвата — до 24,5 км, на вооружении Войсковой ПВО с 1974 года — до 1999 года
Круг-М, дальность перехвата — до 50 км, высота перехвата — до 24,5 км, на вооружении Войсковой ПВО с 1971 года — до 1996 года
Круг-А, дальность перехвата — до 50 км, высота перехвата — до 23,5 км, на вооружении Войсковой ПВО с 1967 года — до 1992 года
Круг, дальность перехвата — до 45 км, высота перехвата — до 23,5 км, на вооружении Войсковой ПВО с 1965 года — до 1990 года

К 2020 году, согласно «Государственной программе вооружений 2020», планируется полностью сменить парк вооружений средней дальности на ЗРК Бук- М3 и ЗРК Бук- М2.

### Зенитные ракетные комплексы(ЗРК) малой дальности (до 30 км)
Тор-М2, дальность перехвата — до 15 км, высота перехвата — до 10 км, на вооружении Войсковой ПВО с 2015 года — до настоящего времени
Тор-М1-2, экспортный вариант — Тор-М2Э, дальность перехвата — до 15 км, высота перехвата — до 10 км, на вооружении Войсковой ПВО с 2012 года — до настоящего времени
Тор-М1, экспортный вариант — Тор-М1Э, дальность перехвата — до 15 км, высота перехвата — до 10 км, на вооружении Войсковой ПВО с 1992 года — до настоящего времени
Тор-М, дальность перехвата — до 12 км, высота перехвата — до 6 км, на вооружении Войсковой ПВО с 1989 года — до 2014 года
Тор, дальность перехвата — до 12 км, высота перехвата — до 6 км, на вооружении Войсковой ПВО с 1983 года — до 2008 года
Бук-М, дальность перехвата — до 30 км, высота перехвата — до 25 км, на вооружении Войсковой ПВО с 1983 года — до 2008 года
Бук, дальность перехвата — до 25 км, высота перехвата — до 20 км, на вооружении Войсковой ПВО с 1979 года — до 2004 года
Куб-М4, дальность перехвата — до 25 км, высота перехвата — до 15 км, на вооружении Войсковой ПВО с 1978 года — до 2003 года
Куб-М3, дальность перехвата — до 25 км, высота перехвата — до 15 км, на вооружении Войсковой ПВО с 1976 года — до 2001 года
Куб-М2, дальность перехвата — до 25 км, высота перехвата — до 15 км, на вооружении Войсковой ПВО с 1973 года — до 1998 года
Куб-М1, дальность перехвата — до 25 км, высота перехвата — до 15 км, на вооружении Войсковой ПВО с 1971 года — до 1996 года
Куб-М, дальность перехвата — до 20 км, высота перехвата — до 10 км, на вооружении Войсковой ПВО с 1968 года — до 1993 года
Куб, дальность перехвата — до 20 км, высота перехвата — до 10 км, на вооружении Войсковой ПВО с 1967 года — до 1992 года
К 2020 году, согласно «Государственной программе вооружений 2020», планируется полностью сменить парк вооружений малой дальности на ЗРК Тор-М2 и ЗРК Тор-М1-2.

### Зенитные ракетные комплексы(ЗРК) плавающие, ближнего действия (до 10 км)
Оса-АКМ, дальность перехвата — до 10 км, высота перехвата — до 5 км, на вооружении Войсковой ПВО с 1980 года — до настоящего времени
Оса-АК, дальность перехвата — до 10 км, высота перехвата — до 5 км, на вооружении Войсковой ПВО с 1975 года — до 2015 года
Оса, дальность перехвата — до 10 км, высота перехвата — до 5 км, на вооружении Войсковой ПВО с 1970 года — до 2010 года
К 2020 году, согласно «Государственной программе вооружений 2020», планируется полностью сменить парк плавающих вооружений ближнего действия на ЗРК Тор-М2, на колёсном плавающем шасси и ЗРК Тор-М1-2, на колёсном плавающем шасси.

### Зенитные ракетные комплексы(ЗРК) ближнего действия (до 10 км)
Сосна (с ракетой «Сосна-Р»), дальность перехвата — до 10 км, высота перехвата — до 5 км, государственные испытания стартуют в начале 2016 года, с тем чтобы к середине года представить комплекс Минобороны РФ
Стрела-10М4, дальность перехвата — до 8 км, высота перехвата — до 4 км, на вооружении Войсковой ПВО с 1992 года — до настоящего времени
Стрела-10М3, дальность перехвата — до 8 км, высота перехвата — до 4 км, на вооружении Войсковой ПВО с 1989 года — до настоящего времени
Стрела-10М2, дальность перехвата — до 7 км, высота перехвата — до 4 км, на вооружении Войсковой ПВО с 1981 года — до настоящего времени
Стрела-10М1, дальность перехвата — до 7 км, высота перехвата — до 4 км, на вооружении Войсковой ПВО с 1979 года — до 2014 года
Стрела-10М, дальность перехвата — до 6 км, высота перехвата — до 4 км, на вооружении Войсковой ПВО с 1976 — до 2011 года
Стрела-10, дальность перехвата — до 6 км, высота перехвата — до 4 км, на вооружении Войсковой ПВО с 1973 года — до 2008 года
Стрела-1М, дальность перехвата — до 5 км, высота перехвата — до 4 км, на вооружении Войсковой ПВО с 1970 года — до 2005 года
Стрела-1, дальность перехвата — до 5 км, высота перехвата — до 4 км, на вооружении Войсковой ПВО с 1967 года — до 2002 года
К 2020 году планируется полностью сменить парк вооружений ближнего действия на ЗРК Сосна, ЗРК Стрела-10М4 и ЗРК Стрела-10М3.

### Зенитные ракетно-пушечные комплексы(ЗРПК) с радиолокационным обнаружением цели (до 10 км)
Тунгуска-М1, экспортный вариант — Тунгуска-М1Э, дальность перехвата ракетным вооружением — до 10 км, высота перехвата ракетным вооружением — до 4 км, дальность перехвата пушечным вооружением — до 4 км, высота перехвата пушечным вооружением — до 3 км, на вооружении Войсковой ПВО с 2003 года — до настоящего времени
Тунгуска-М, дальность перехвата ракетным вооружением — до 8 км, высота перехвата ракетным вооружением — до 4 км, дальность перехвата пушечным вооружением — до 4 км, высота перехвата пушечным вооружением — до 3 км, на вооружении Войсковой ПВО с 1990 года — до настоящего времени
Тунгуска, дальность перехвата ракетным вооружением — до 8 км, высота перехвата ракетным вооружением — до 4 км, дальность перехвата пушечным вооружением — до 4 км, высота перехвата пушечным вооружением — до 3 км, на вооружении Войсковой ПВО с 1982 года — до 2012 года
24 декабря 2015 года начальник войск ПВО Сухопутных войск ВС РФ генерал-лейтенант Александр Леонов в эфире телеканала «Россия 24» сообщил: «На смену нашим комплексам „Тунгуска“ и „Шилка“ разрабатывается новый перспективный зенитный артиллерийский комплекс в калибре 57 мм».
Для справки: ЗРПК «Панцирь-С1(С2)» принят на вооружение войск ПВО ВВС (ВКС) — в объектовую ПВО, ПВО территории страны. Разработчики ведут работы по созданию «Панциря» для Сухопутных войск России, но пока эти работы не увенчались успехом.

### Зенитные ракетные комплексыс оптическим обнаружением цели (до 5 км)
Лучник, экспортный вариант — Лучник-Э, дальность перехвата ракетным вооружением Стрелец — до 6 км, высота перехвата ракетным вооружением Стрелец — до 4 км, на вооружении Войсковой ПВО с 2015 года — до настоящего времени
Шилка-М5, дальность перехвата ракетным вооружением Стрелец — до 6 км, высота перехвата ракетным вооружением Стрелец — до 4 км, дальность перехвата пушечным вооружением с радиолокационным обнаружением цели — до 3 км, высота перехвата пушечным вооружением с радиолокационным обнаружением цели — до 2 км, на вооружении Войсковой ПВО с 2008 года — до настоящего времени
Шилка-М4, дальность перехвата ракетным вооружением Стрелец — до 6 км, высота перехвата ракетным вооружением Стрелец — до 4 км, дальность перехвата пушечным вооружением с радиолокационным обнаружением цели — до 3 км, высота перехвата пушечным вооружением с радиолокационным обнаружением цели — до 2 км, на вооружении Войсковой ПВО с 2007 года — до настоящего времени
ЗУ-23М1, дальность перехвата ракетным вооружением Стрелец — до 6 км, высота перехвата ракетным вооружением Стрелец — до 4 км, дальность перехвата пушечным вооружением — до 3 км, высота перехвата пушечным вооружением — до 2 км, на вооружении Войсковой ПВО с 2006 года — до настоящего времени
ЗУ-23М, дальность перехвата ракетным вооружением Джигит до 6 км, высота перехвата ракетным вооружением Джигит — до 4 км, дальность перехвата пушечным вооружением — до 3 км, высота перехвата пушечным вооружением — до 2 км, на вооружении Войсковой ПВО с 2005 года — до настоящего времени
Стрелец, дальность перехвата — до 6 км, высота перехвата — до 4 км, на вооружении Войсковой ПВО с 2004 года — до настоящего времени
Джигит, дальность перехвата — до 6 км, высота перехвата — до 4 км, на вооружении Войсковой ПВО с 2003 года — до настоящего времени

### Переносные зенитные ракетные комплексыс оптическим обнаружением цели
Верба, дальность перехвата — до 7 км, высота перехвата — до 5 км, на вооружении Войсковой ПВО с 2014 года — до настоящего времени
Игла-С, дальность перехвата — до 6 км, высота перехвата — до 4 км, на вооружении Войсковой ПВО с 2002 года — до настоящего времени
Игла, дальность перехвата — до 5 км, высота перехвата — до 4 км, на вооружении Войсковой ПВО с 1983 года — до настоящего времени
Игла-1, дальность перехвата — до 5 км, высота перехвата — до 4 км, на вооружении Войсковой ПВО с 1981 года — до настоящего времени
Стрела-3, дальность перехвата — до 5 км, высота перехвата — до 3 км, на вооружении Войсковой ПВО с 1974 года — до настоящего времени
Стрела-2М, дальность перехвата — до 4 км, высота перехвата — до 3 км, на вооружении Войсковой ПВО с 1970 года — до 2015 года
Стрела-2, дальность перехвата — до 4 км, высота перехвата — до 2 км, на вооружении Войсковой ПВО с 1967 года — до 2012 года

### Зенитные самоходные артиллерийские установки
Шилка-М3, дальность перехвата пушечным вооружением с радиолокационным обнаружением цели — до 3 км, высота перехвата пушечным вооружением с радиолокационным обнаружением цели — до 2 км, на вооружении Войсковой ПВО с 1992 года — до настоящего времени
Шилка-М2, дальность перехвата пушечным вооружением с радиолокационным обнаружением цели — до 3 км, высота перехвата пушечным вооружением с радиолокационным обнаружением цели — до 2 км, на вооружении Войсковой ПВО с 1985 года — до 2015 года
Шилка-М1, дальность перехвата пушечным вооружением с радиолокационным обнаружением цели — до 3 км, высота перехвата пушечным вооружением с радиолокационным обнаружением цели — до 2 км, на вооружении Войсковой ПВО с 1982 года — до 2012 года
Шилка-М, дальность перехвата пушечным вооружением с радиолокационным обнаружением цели — до 3 км, высота перехвата пушечным вооружением с радиолокационным обнаружением цели — до 2 км, на вооружении Войсковой ПВО с 1980 года — до 2010 года
Шилка-В1, дальность перехвата пушечным вооружением с радиолокационным обнаружением цели — до 3 км, высота перехвата пушечным вооружением с радиолокационным обнаружением цели — до 2 км, на вооружении Войсковой ПВО с 1975 года — до 2005 года
Шилка-В, дальность перехвата пушечным вооружением с радиолокационным обнаружением цели — до 3 км, высота перехвата пушечным вооружением с радиолокационным обнаружением цели — до 2 км, на вооружении Войсковой ПВО с 1970 года — до 2000 года
Шилка, дальность перехвата пушечным вооружением с радиолокационным обнаружением цели — до 3 км, высота перехвата пушечным вооружением с радиолокационным обнаружением цели — до 2 км, на вооружении Войсковой ПВО с 1964 года — до 1994 года
ЗСУ-57-2, дальность перехвата пушечным вооружением — до 6 км, высота перехвата пушечным вооружением — до 4 км, на вооружении Войсковой ПВО с 1955 года — до 1990 года
ЗСУ-37, дальность перехвата пушечным вооружением — до 4 км, высота перехвата пушечным вооружением — до 3 км, на вооружении Войсковой ПВО с 1945 года — до 1975 года

### Зенитные артиллерийские установки
ЗУ-23, дальность пушечного вооружения до 2 км, на вооружении Войсковой ПВО с 1960 года — до настоящего времени

### Зенитные пулемётные установки
ЗУ-2, зенитная пулемётная установка на базе двух спаренных КПВ-14,5, дальность до 1,5 км, на вооружении Войсковой ПВО с 1956 года — до настоящего времени
ЗГУ-1, зенитная горная установка на базе КПВ-14,5, дальность до 1,5 км, на вооружении Войсковой ПВО с 1956 года — до настоящего времени
ЗПУ-1, зенитная пулемётная установка на базе КПВ-14,5, дальность до 1,5 км, на вооружении Войсковой ПВО с 1949 года — до настоящего времени
ЗПУ-2, зенитная пулемётная установка на базе двух спаренных КПВ-14,5, дальность до 1,5 км, на вооружении Войсковой ПВО с 1949 года — до настоящего времени
ЗПУ-4, зенитная пулемётная установка на базе четырёх счетверённых КПВ-14,5, дальность до 1,5 км, на вооружении Войсковой ПВО с 1949 года — до настоящего времени

### Зенитные пулемёты на универсальных станках
Корд, на универсальном станке конструкции Рудольфа Пурцена, дальность до 1,5 км, на вооружении Войсковой ПВО с 1998 года — до настоящего времени
Утёс, на универсальном станке конструкции Рудольфа Пурцена, дальность до 1,5 км, на вооружении Войсковой ПВО с 1972 года — до настоящего времени
ДШКМ, на универсальном станке конструкции Ивана Колесникова, дальность до 1,5 км, на вооружении Войсковой ПВО с 1946 года — до настоящего времени

## Современное состояние
В 2011—2015 годах в войсках ПВО Сухопутных войск России современным вооружением оснащены две вновь сформированные зенитные ракетные бригады и перевооружены подразделения ПВО восьми общевойсковых соединений. В результате оснащённость войск ПВО современным вооружением составляет более 35 %.
На 2012 год качественное состояние вооружения и военной техники войсковой ПВО по срокам нахождения в эксплуатации характеризуется следующими параметрами:
- эксплуатируются до 15 лет — 3 %
- эксплуатируются от 15 до 20 лет — 14 %
- эксплуатируются от 20 до 30 лет — 33 %,
- эксплуатируются более 30 лет — 50 %

Из имеющегося в наличии вооружения и военной техники свыше 45 % требуют ремонта.
Верховным главнокомандующим поставлена задача довести долю по обеспечению современным и перспективным вооружением средств ПВО: к 2015 году до 30 %, а к 2020 году — не менее чем 70 %.

## Формирования
В список не включены отдельные зенитные дивизионы бригад и полков.
Зенитные ракетные полки дивизий и военных баз
- зенитный ракетный полк 7-й военной базы (п. Агудзера и с. Цкуара, Абхазия)
- 358-й гвардейский зенитный ракетный Прикарпатско-Гнезненский Краснознамённый, орденов Кутузова, Богдана Хмельницкого полк (г. Волгоград)
- 538-й гвардейский зенитный ракетный Тарнопольский ордена Александра Невского полк, в/ч 51383 (г. Наро-Фоминск)
- 933-й зенитный ракетный Верхнеднепровский Краснознамённый, ордена Александра Невского полк (г. Миллерово)
- 988-й зенитный ракетный полк, в/ч 81594 (г. Гюмри)
- 1117-й зенитный ракетный полк, в/ч 51382 (п. Голицыно)
- 1171-й зенитный ракетный полк, в/ч 65484 (г. Уссурийск)

Зенитные ракетные бригады общевойсковых армий
- 5-я зенитная ракетная бригада, в/ч 74429 (г. Ломоносов)
- 8-я зенитная ракетная Шавлинская ордена Кутузова бригада, в/ч 36411 (г. Уссурийск)
- 35-я гвардейская зенитная ракетная бригада, в/ч 34696 (г. Улан-Удэ)
- 49-я зенитная ракетная бригада, в/ч 21555 (г. Смоленск)
- 53-я зенитная ракетная бригада, в/ч 32406 (п. Маршала Жукова, Курский район)
- 61-я зенитная ракетная бригада, в/ч 31466 (г. Бийск)
- 67-я зенитная ракетная бригада, в/ч 32383 (г. Владикавказ)
- 71-я зенитная ракетная бригада, в/ч 01879 (г. Белогорск)
- 90-я зенитная ракетная бригада, в/ч 54821 (п. Афипский)
- 140-я зенитная ракетная Борисовская ордена Кутузова бригада, в/ч 32390 (с. Домна)
- 297-я зенитная ракетная бригада, в/ч 02030 (п. Леонидовка (Пензенская область, Пензенский район))

Зенитные ракетные бригады округов
- 28-я зенитная ракетная бригада, в/ч 71316 (г. Киров)
- 38-я зенитная ракетная бригада, в/ч 47836 (с. Птичник)
- 77-я зенитная ракетная бригада, в/ч 33742 (г. Кореновск)
- 202-я зенитная ракетная бригада, в/ч 43034 (г. Наро-Фоминск)

## Подготовка специалистов для войсковой ПВО
Многоуровневое обучение офицеров ПВО осуществляется в Военной академии войсковой противовоздушной обороны Вооружённых Сил Российской Федерации имени Маршала Советского Союза А. М. Василевского (г. Смоленск). Кроме того, офицеров для войсковой ПВО готовят на пяти военных кафедрах и в двух учебных военных центрах при гражданских вузах.
Подготовка младших специалистов осуществляется в двух учебных центрах войск ПВО Сухопутных войск и двух учебных центрах подготовки специалистов ПВО из состава окружных учебных центров (ОУЦ).
106-й учебный центр имени Героя Советского Союза маршала артиллерии В. И. Казакова (г. Оренбург).
726-й учебный центр войск противовоздушной обороны Сухопутных войск (г. Ейск Краснодарского края).
167-й учебный центр боевого применения войск противовоздушной обороны Сухопутных войск (сформирован на территории 4 Государственного центрального межвидового полигона Минобороны России в Астраханской области в 110 км южнее города Волгограда, вблизи посёлка Капустин Яр).
С 2014 года для войск ПВО Сухопутных войск подготовка солдат и сержантов запаса осуществляется на военных кафедрах и в учебных военных центрах 5 общеобразовательных учреждений высшего профессионального образования.